# Polyura posidonius
Polyura posidonius är en fjärilsart som beskrevs av John Henry Leech 1891. Polyura posidonius ingår i släktet Polyura och familjen praktfjärilar. Inga underarter finns listade i Catalogue of Life.